# Michelsdorf
Michelsdorf is een dorp in de Duitse landkreis Potsdam-Mittelmark in de deelstaat Brandenburg en maakt deel uit van de gemeente Kloster Lehnin.

## Sport en recreatie
Door deze plaats loopt de Europese wandelroute E11. De E11 loopt van Den Haag naar het oosten, op dit moment de grens van Polen en Litouwen.